# Boudinage

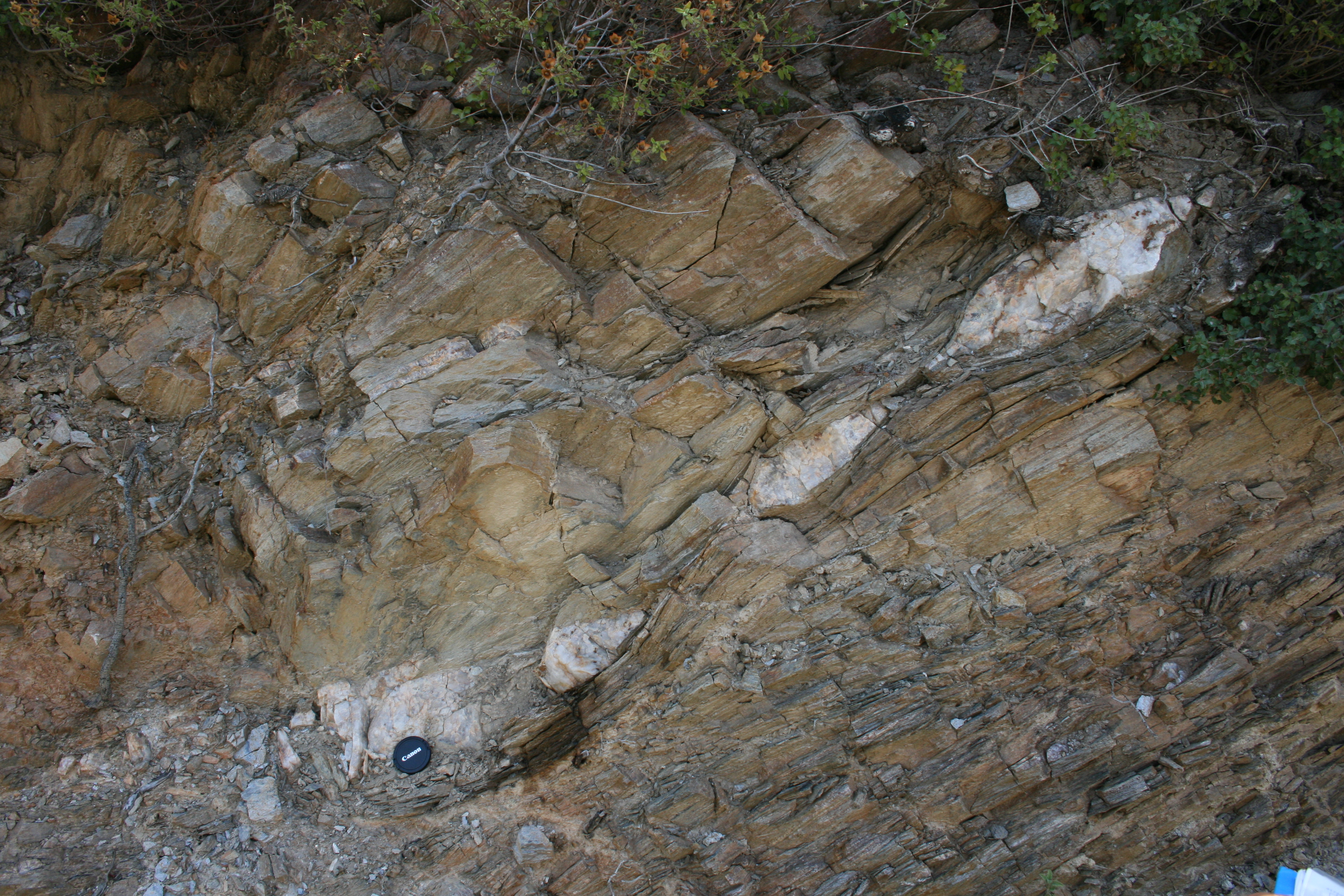
Boudins von Marmor (weiß) in Kalksilikat-Hornfels

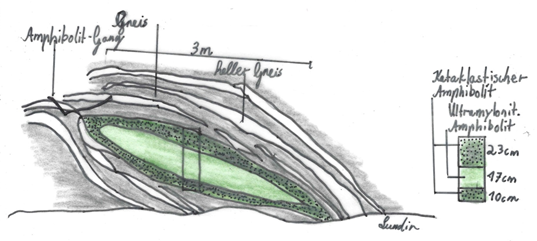
Amphibolitfazieller Boudin in den Rhodopen (Südbulgarien)

Boudinage (nach franz. boudin für Blutwurst) bezeichnet in der Geologie eine bestimmte Art von Gesteinsgefüge. Dieses Gefüge entsteht durch die Zerrung von gebankten Gesteinen, wobei Bänke in getrennte einzelne Gefügeeinheiten (sogenannte Boudins) zerfallen, für die eine kantengerundete, ellipsoide Form typisch ist, und die schließlich vollständig vom vorher anliegenden Gestein umgeben sind. Dieses Gefüge wurde erstmals 1908 von Maximin Lohest (mit Xavier Stainier und Paul Fourmarier) beschrieben, der 1908 in den Ardennen unterdevonische Sandsteine untersuchte und dabei auf solche Strukturen stieß.
Oft findet man zwischen einzelnen Boudins abgeschiedene Minerale (z. B. Calcit oder Quarz).